# Вологез II
Вологез II — сын царя Парфии Вологеза I из династии Аршакидов.
Согласно историку Нельсону Дибвойзу, из-за неправильной атрибуции монет, выпущенных в 78–80 гг. при Вологезе I, и приписываемых Вологезу II, ошибочно считалось, что Вологез II заявил о своих правах на престол сразу после смерти отца. Однако в таком случае, он был бы либо ещё маленьким ребёнком в этим годы, либо очень старым человеком к концу своего реального правления в 147 году, так как между 78 и 147 годами прошло 69 лет. Это проясняет как странную ситуацию с якобы двухлетним правлением Вологеза II в 78–80 гг., так и с его повторным появлением тридцать лет спустя, в 111–112 г., когда начался его действительный срок правления.
В 105/106 году, в конце правления своего брата Пакора II, Вологез II начал чеканить собственные монеты, что свидетельствовало о его притязаниях на трон. Впоследствии также оспаривал власть другого брата — Хосроя (Ороза). После его смерти Вологез II с 128 по 147 гг. оставался правителем восточной части Парфии, ведя постоянную борьбу с Митридатом IV, властвовавшим над западной частью Парфии.
Таким образом, всё царствование Вологеза II прошло в условиях двоецарствия. Как и его брат Митридат IV, Вологез II умер в 147 году. Единственным наследником трона остался сын Вологеза II — Вологез III, при вступлении которого на престол завершилась очередная эпоха двоецарствия в Парфии.